# To kimi you and me forever.../STOP
Singles de Kumi Kōda
Gossip Candy
(2010.07.07) Suki De, Suki De, Suki De/Anata Dake Ga
(2010.09.22)
と君you and me forever。。。/STOP est le 48e single de Kumi Kōda sorti sous le label Rhythm Zone le 21 août 2010 au Japon. Il sort en format CD, CD+DVD & CD Digital.
Les clips des 3 chansons forment une histoire d'amour où Kumi tient le rôle principal. Le single s'est vendu à 117 471 exemplaires, est resté classé pendant 21 semaines et a atteint la 3e place de l'Oricon.

## Liste des titres
Toutes les paroles sont écrites par Kumi Kōda.
| 1. | To kimi you and me forever... (と君you and me forever。。。) | Mark Hitsumoto | 4:37 |
| 2. | STOP                                                         | XXo            | 2:39 |
| 3. | STRIKE                                                       | Shante Sahl    | 3:41 |
| 4. | To kimi you and me forever... (Inst.)                        | Mark Hitsumoto | 4:37 |

| 1. | To kimi you and me forever... (と君you and me forever。。。) | 4:37 |
| 2. | STRIKE                                                       | 3:41 |
| 3. | STOP                                                         | 2:39 |